# Вест-Фінчлі (станція метро)
51°36′34″ пн. ш. 0°11′18″ зх. д. / 51.609444444444° пн. ш. 0.18833333333333° зх. д.
Вест-Фінчлі (англ. West Finchley) — станція відгалуження Хай-Барнет Північної лінії Лондонського метро. Станція розташована у 4-й тарифній зоні, у районі Фінчлі, боро Барнет, Лондон, між станціями Вудсайд-парк та Фінчлі-Сентрал. Пасажирообіг на 2017 рік — 1.69 млн осіб.
Конструкція станції: наземна відкрита з двома береговими платформами на дузі.

## Історія
- 1. березня 1933: відкриття станції у складі London and North Eastern Railway (LNER)[3]
- 14 квітня 1940: відкриття трафіку Північної лінії[4]
- 2 березня 1941: завершення трафіку London and North Eastern Railway

## Пересадки
- На автобуси London Bus маршрутів:  13, 125, 221, 460, 683 та нічний маршрут N20[5]